# Begonia hongkongensis
Begonia hongkongensis là một loài thực vật có hoa trong họ Thu hải đường. Loài này được F.W.Xing mô tả khoa học đầu tiên năm 2005.